# 江戸砂子
『江戸砂子』（えどすなご）は江戸時代中期の1732年（享保17年）に刊行された江戸の地誌。著者は俳人菊岡沾涼。6巻。江戸砂子温故名跡誌とも。後に著者自身により『続江戸砂子』が出て、後世には増補版『再校江戸砂子』が刊行された。

## 概要
江戸地誌の前作である貞享4年（1687年）の『江戸鹿子』出版から年月が経過し、比定地の不明となった地名が出現するなど、実用に堪えない点が多く出てきたため、菊岡沾涼と有力版元万屋清兵衛が時代の要請に応えるかたちで出版された。編集には8年が費やされた。
江戸地誌としては最も流布したものとなり、後世まで出版が継続された。
題簽に「新撰江戸砂子」、巻頭題に「江戸砂子温故名跡誌」、凡例題に「新編江戸砂子温故誌」、柱題に「江府名跡志」とあり、一般的には「江戸砂子」または「江戸砂子温故名跡誌」として知られる。題名にある「砂子」とは金銀粉を細かく吹きつける技法であり、『江戸鹿子』の由来となった鹿の子絞りの斑模様に対して、より精密に著した作品であるという沾涼の自負が現れている。また、「温故」については、先に祖父菊岡如幻による伊賀国地誌『伊水温故』と通じるものがあり、影響を受けたとも考えられる。

## 構成
巻之一に江戸城外濠内を扱い、巻之二以降はその外側の地域について北東部、北部、西部、南部、東部と方角毎に反時計回りに整然と配置される。また、各項目の冒頭には地図が付される。
巻之一
1. 御曲輪之内 大概
2. 御外曲輪 河北
3. 同 河南
4. 同 御城西

巻之ニ
1. 豊島郡峡田領浅草 花川戸 山之宿 新寺町
2. 同今戸 橋場 山谷 新吉原
3. 同下谷 池之端 坂本 金杉

巻之三
1. 豊島郡峡田領湯島 本江 上野境内
2. 同谷中 根津 三崎 日暮里 三河島
3. 同駒込 染井 岩渕領西ヶ原 同平塚 同王子
4. 同小石川 白山 大塚 巣鴨 板橋

巻之四
1. 豊島郡峡田領牛込 小日向 関口 雑司谷 高田 市谷 大久保
2. 同四谷 内藤宿 大木戸 多磨郡中野 同郡高井土 鮫ヶ橋 栴檀谷
3. 同郡麻布領赤坂 青山 渋谷 荏原郡世田ヶ谷 長者ヶ丸 鶴ヶ谷

巻之五
1. 豊島郡麻布領芝 西窪 愛宕下
2. 同郡麻布　平尾
3. 荏原郡品川領三田 二本榎 高輪
4. 同郡品川 鈴森 大井 馬込領池上
5. 同品川領白金 馬込領目黒 世田ヶ谷領碑文谷 矢口

巻之六
1. 葛飾郡西葛西領深川 洲崎 六間堀 海ノ上名所
2. 同本所 牛島 猿江 大島
3. 同中ノ郷 亀戸 隅田川 木下川
4. 追加下総国 葛飾郡真間 国府台 袖ノ浦 中山

## 『続江戸砂子』
外題、見返し題は「拾遺続江戸砂子」、内題は「続江戸砂子温故名跡志」。好評を受けて、著者菊岡沾凉自身により著されたもので、享保20年（1735年）沾涼作『新板江戸分間絵図』と共に出版された。前書序文で既に『町鑑』『武鑑』『江戸鹿子』にあるため省くとした「諸大名御籏本御屋敷」「町小路の名目」「工商の部」「茶器の名物もろ／＼の器財」その他の内容を扱った。
構成は『江戸鹿子』の影響を深く受けたものである。
1. 江府年中行事　江府名産并近在近国
2. 御役屋敷并御高札場場所　江府町名目　河北より本所　草創古来名主類聚
3. 神社拾遺并類聚　御外曲輪の中　日本橋より深川
4. 浄土宗一八檀林并諸宗役寺　寺院拾遺　霊仏類聚
5. 名木類聚　薬品衆方　四時遊観附樓船類聚

## 『再校江戸砂子』
内題は「再校江戸砂子温故名跡誌」。宝暦年間丹治恒足軒庶智が校正し、明和年間俳人牧冬映が誤字を訂正したもの。明和9年（1772年）刊。『武江年表』安永元年（1772年）条は丹治庶足軒を「沾涼が男」とするが、沾涼の二子いずれも丹治家養子となったという記録はなく、真偽は不明である。序末に「多治比／嵓田」の印があり、本姓を多治比氏とする門人岩田涼之やその縁者とも考えられる。
沾涼による発句を刪り、本文の誤字、古くなった情報を改め、「補」として補足事項を加える。「再校」は題簽では角書のため、単に『江戸砂子』としても流布したが、菊岡沾涼の『江戸砂子』とは別物であるため注意を要する。

## 版歴
初版は享保17年（1732年）7月、日本橋通一丁目万屋清兵衛から出版された。3年後の享保20年（1735年）1月に同じく万屋清兵衛から『続江戸砂子』『新板江戸文間絵図』が出版される。その後、両書は元文4年（1736年）頃日本橋通二丁目若菜屋小兵衛に蔵板となり、更に延享5年（1748年）頃芝浜松町二丁目藤木久市に移り出版されたが、この間刊記の日付が更新されなかったため、後世混乱を生んだ。藤木板では万屋板から本文も若干の変更がある。
明和9年（1772年）藤木久市より『再校江戸砂子』が出版されたが、『江戸砂子』『続江戸砂子』も引き続き出版が行われた。これらの版木は寛政初年頃浅草茅町二丁目須原屋伊八に移り、文政以降同町須原屋伊三郎蔵板、天保頃に廃板となった。

## 考証史
『江戸砂子』はベストセラーとなったが、民間の俗説を好んで採用したため、多くの文人により誤りを指摘する意見が出され、俗説についての考証が活発化した。
『江戸砂子』と同時に江戸地誌の編纂を行っていた藤原之廉は、翌享保18年（1733年）に『江府名勝志』を刊行し、「鹿砂弁正」において『江戸鹿子』『江戸砂子』における誤謬を指摘した。これは門人の手を介して沾涼の目にも触れる所となり、沾涼は誤りを認めて『続江戸砂子』において「補」「増」等の形で反映させた。
寛延4年（1751年）、奥村玉華子は同じ版元藤木久市から、『江戸砂子』に影響を与えた『江戸鹿子』を直接増補した『再板増補江戸惣鹿子名所大全』を出版したが、『江戸砂子』説を引用し逐一批判を加えている。明和4年（1767年）には芝蘭室主人により見聞集『江戸塵拾』が刊行されたが、序文には「江戸砂子のちりをひろひ」て著したとの執筆動機が記されている。 曲亭馬琴も「続江戸砂子生訛」において『続江戸砂子』の誤謬を指摘した。著者不明『砂子の残月』は『江戸砂子』の構成に基づき、『江戸砂子』と他の諸記録を引用して考証を加えている。加賀美遠懐による朱入本は「江戸砂子補正」として『新燕石十種』に収録されているが、「加賀美氏江戸砂子書入」としても知られる。

## 影響

### 御当地砂子
『江戸砂子』は江戸外にも普及し、東日本各地で「砂子」と題する地誌が編纂された。
- 『盛岡砂子』 - 星川正甫著。天保4年（1833年）成立。
- 『仙都砂子』 - 仙台。天明8年（1788年）成立。
- 『高崎砂子』
- 『多胡砂子』 - 上野国多胡郡。市河寛斎著。
- 『三芳野砂子』 - 川越の地誌。
- 『金川砂子』 - 武蔵国神奈川宿。文政7年（1824年）成立。
- 『相川砂子』 - 佐渡国。寛政7年（1795年）成立。
- 『加能越金砂子』 - 加賀国、能登国、越国。
- 『信州砂子』
- 『浅間砂子』
- 『東路塩土伝』 - 見返題が『東路浜之砂子』。東海道。岡田正利著。享保6年（1721年）成立。

### 他ジャンルへの影響
浮世絵では江戸各地の名所、風俗を描くシリーズに江戸砂子の名が用いられ、歌川芳勝『江戸砂子名所古跡図』、楊洲周延『江戸砂子年中行事』、落合芳幾『江戸砂子々供遊』等がある。
短歌においては、文化8年（1811年）石川雅望が『江戸砂子』の挙げる地名別にそれを詠んだ狂歌を纏めた『狂歌江戸砂子集』を出版した。明治5年（1872年）には祭和樽により『江戸砂子』の本文を残した上で同様に川柳を集めた『川柳江戸砂子』が出た。
その他、歌舞伎『江戸砂子慶曾我』、山東京伝の黄表紙『江戸砂子娘敵討』等地誌と無関係な作品名にまで江戸砂子の名が用いられた。